# Teodor Paleolog
Teodor Paleolog, (gr.) Θεόδωρος Κομνηνός Παλαιολόγος (ur. ok. 1263, zm. po 1310) – syn Michała VIII Paleologa i Teodory Doukainy Watatziny, wnuczki cesarza Jana III Watatzesa.

## Życiorys
Urodził się około 1263 i był najmłodszym z synów Michaela VIII. W 1295 został uwięziony w Efezie podczas buntu Aleksego Philanthropenosa. 
W 1305 walczył z Kompanią katalońską w bitwie pod Apros w Tracji. Ostatni raz jest wspomniany w 1310 jako jeden ze świadków traktatu z Republiką Wenecką.